# Zapora Sidi Said Maachou

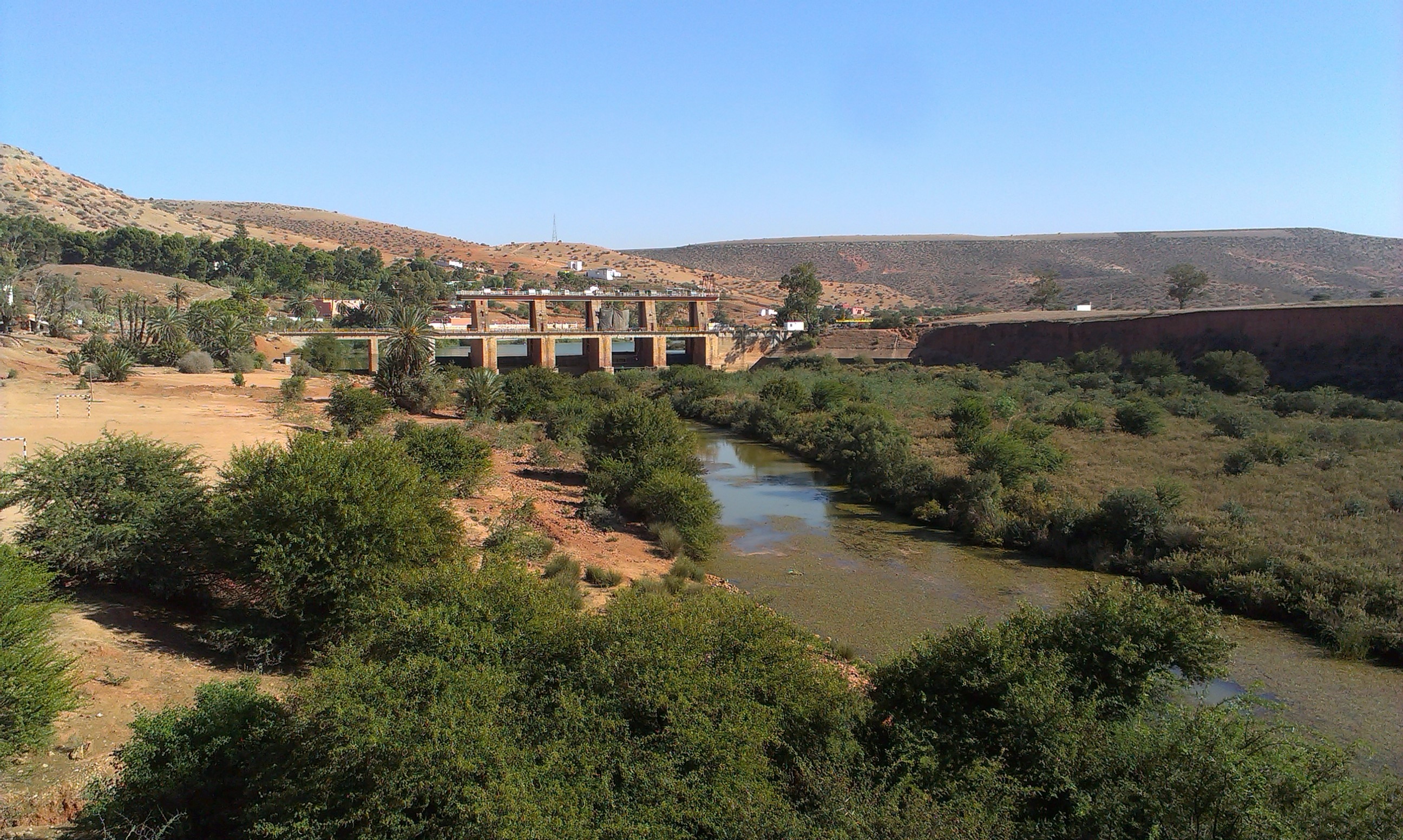
Zapora Sidi Said Maacho

Zapora Sidi Said Maachou – zapora na rzece Oum Er-Rbia w Maroku, w pobliżu Zaghwanu w miejscu dawnych źródeł wody akweduktu starożytnej Kartaginy. Zapora ma wysokość 37  i długość 332 metrów. Pojemność zbiornika to 26 milionów m³ .

## Źródła
- Ouvrages du génie civil français dans le monde - Barrages - 1860 - 2012. iesf. [dostęp 2020-07-23]. (fr.).